# Přeštěnice
Přeštěnice je obec v okrese Písek v Jihočeském kraji. Žije zde 271 obyvatel.

## Historie
První písemná zmínka o vesnici pochází z roku 1379. Dřívější používaný název byl Přesečenice nebo Přesečnice. Ves patřila k majetku hradu Příběnice. V roce 1457 zastavil Jan z Rožmberka platy z několika vesnic, i z Přeštěnice. Roku 1530 postoupili Jan III. z Rožmberka a Petr V. z Rožmberka Sepekov, Držkrajov, ves Přeštěnici i s Mlčkovem Kryštofovi I. ze Švamberka.
Roku 1551 prodal Václav ze Švamberka ves panu Oldřichovi Bechyňovi z Lažan. V roce 1569 byla část vesnice i s Mlčkovem v majetku klášterního panství v Milevsku, který roku 1575 získal Kryštof II. ze Švamberka. Od roku 1581 do roku 1622 byla Přeštěnice v držení rodu Hodějovských z Hodějova. Jedna část vesnice, nazývaná Horní, přešla k majetku milevského kláštera. Druhá část vesnice, (Dolní), patřila k majetku rodu Čábelických ze Soutic. Později byl tento díl připojený k opařanskému panství.
Škola byla postavená roku 1876. Než byla ve vesnici zřízená škola musely děti docházet do Milevska. V zimním období nebyly cesty dostatečně schůdné, tak je vyučoval místní vysloužilý voják a hajný. Školní budova byla postavená na náklady Přeštěnice a nedaleké Týnice, která přispěla čtvrtinou potahů a finanční částkou. Vesnice Vlksice a Dobřemilice, které zprvu přislíbily finanční účast, odstoupily.
Sbor dobrovolných hasičů byl založený roku 1904.
V roce 1930 měla vesnice 188 obyvatel a 30 čísel popisných.

## Obyvatelstvo
| Rok            | 1869 | 1880 | 1890 | 1900 | 1910 | 1921 | 1930 | 1950 | 1961 | 1970 | 1980 | 1991 | 2001 | 2011 | 2021 |
| -------------- | ---- | ---- | ---- | ---- | ---- | ---- | ---- | ---- | ---- | ---- | ---- | ---- | ---- | ---- | ---- |
| Počet obyvatel | 550  | 558  | 553  | 517  | 519  | 528  | 459  | 355  | 291  | 285  | 284  | 310  | 296  | 273  | 264  |
| Počet domů     | 69   | 75   | 76   | 77   | 77   | 78   | 79   | 88   | 75   | 70   | 70   | 79   | 85   | 89   | 94   |

## Obecní správa

### Místní části
Obec Přeštěnice se skládá ze čtyř částí na třech katastrálních územích.
- Držkrajov (i název k. ú.)
- Mlčkov (leží v k. ú. Přeštěnice)
- Přeštěnice (i název k. ú.)
- Týnice (i název k. ú.)

Od 1. dubna 1976 do 23. listopadu 1990 k obci patřily i Dobřemilice, Klokočov, Střítež a Vlksice.

### Obecní symboly
Znak a vlajka byly obci uděleny rozhodnutím předsedy Poslanecké sněmovny Parlamentu České republiky dne 15. dubna 2010.

## Pamětihodnosti
- Kaple Nanebevzetí Panny Marie z roku 1882 se nachází na návsi.[11] Podle záznamů v místní kronice byla v tomto roce zbouraná původní kaple a ještě tentýž rok byla postavena za finanční spoluúčasti místních občanů nová kaple. O rok později (15.8. 1883) byla vysvěcena. Obraz na oltáři maloval akademický sochař Jan Heřman, který tou dobou opravoval fresky v Sepekovském kostele Panny Marie.[12]
- Kaple svaté Terezičky se nachází u domu čp.35 na spodním konci obce směrem k Vlksicům. Je z roku 1933. Druhý používaný název kaple je Koutníkova kaplička. Byla vystavena jako projev díků. Po pětileté nemoci místního občana Koutníka došlo po zjevení svaté Terezie k jeho zázračnému uzdravení. Podle Pamětní knihy Milevska se toto událo v roce 1928.[13]
- Kamenný kříž reliéfně zdobený motivem kalicha a s malovaným Kristem se nachází před návesní kaplí.
- Před kaplí svaté Terezičky se nalézá kamenný kříž.
- Další kamenný kříž se nachází vpravo u komunikace z obce ve směru Milevsko. Na podstavci kříže je v rámečku uvedena datace 1823 a tento nápis: FRAN PODO. Ve spojení těla a ramen kříže je čtverhranná nika.

## Galerie

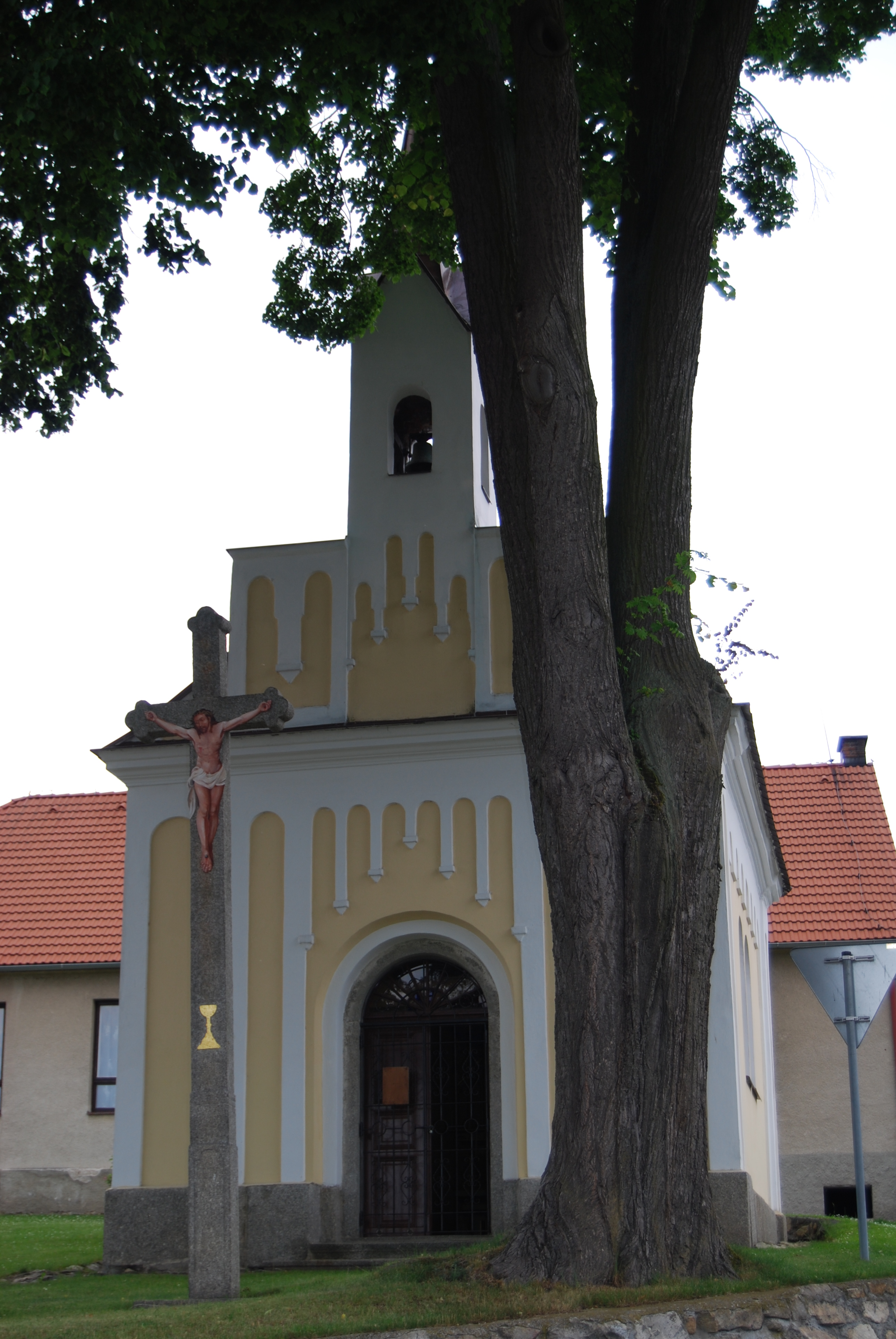
Návesní kaple
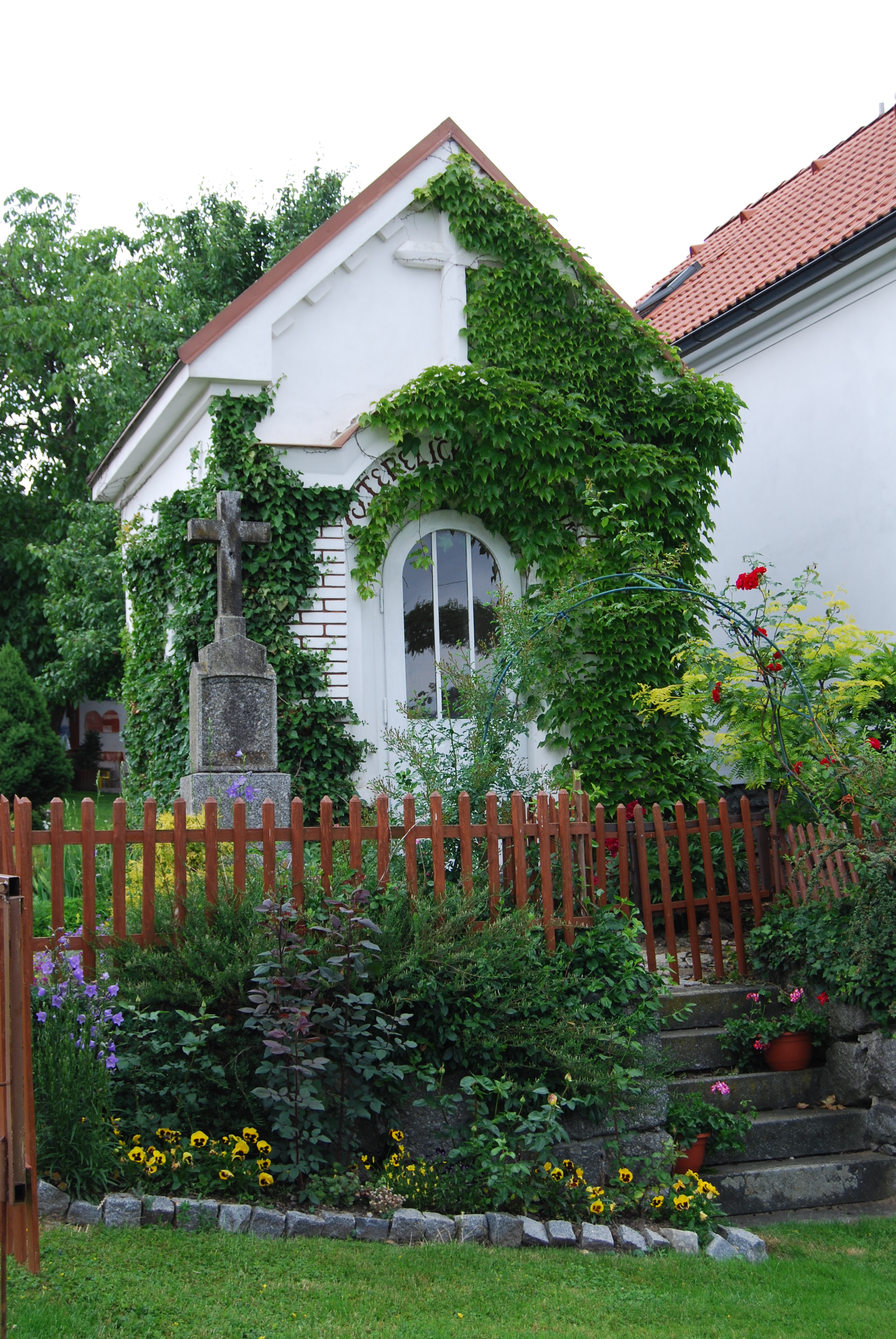
Kaple svaté Terezičky
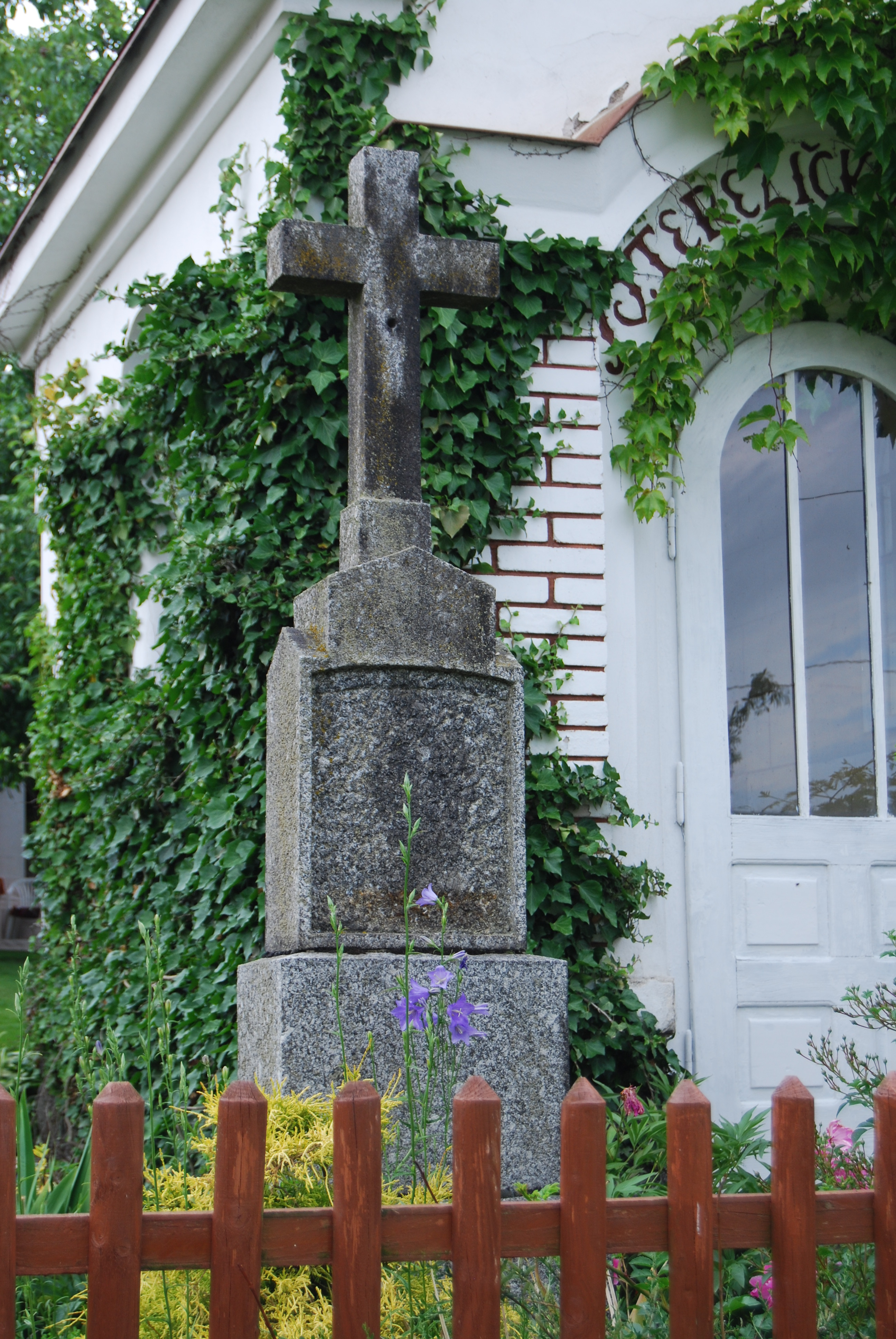
Kříž před kaplí svaté Terezičky
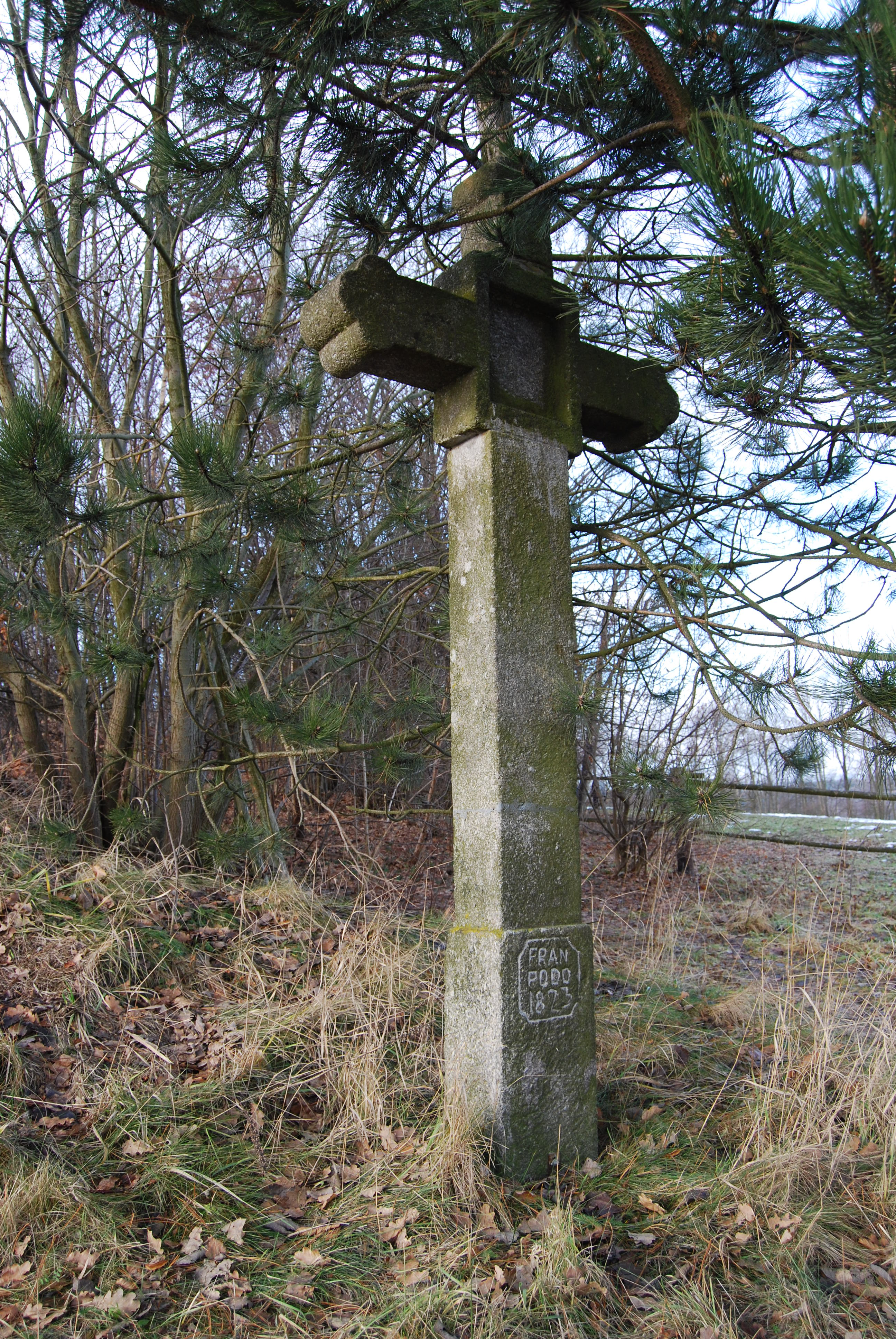
Kříž poblíž obce